# Partit Conservador de Nova Zelanda
El Partit Conservador de Nova Zelanda (en anglès: Conservative Party of New Zealand) és un partit polític neozelandès sense representació parlamentària. Va ser fundat l'agost de 2011, tres mesos abans de les eleccions neozelandeses de 2011, pel multimilionari Colin Craig. El partit és un partit conservador, tant fiscalment com socialment.
En les eleccions de 2011 el partit fou una campanya extensa en què rebé el 2,65% del vot neozelandès. En aquesta campanya electoral al Partit Conservador li va costar 1,88 milions de dòlars, equivalent a costar-los-hi 31,71$ per cada vot únic. El sistema electoral neozelandès requereix que un partit per entrar a la Cambra de Representants hagi de rebre el 5% del vot nacional o guanyar en una circumscripció electoral, cap dels dos el Partit Conservador fou capaç d'aconseguir.

## Resultats electorals
| Eleccions | Vots pel partit | Percentatge de vots | Nombre d'escons guanyats | Nombre d'escons totals |
| --------- | --------------- | ------------------- | ------------------------ | ---------------------- |
| 2011      | 59.237          | 2,65%               | 0                        | 121                    |

## Líders
|   | Líder       | Termini         |
| - | ----------- | --------------- |
| 1 | Colin Craig | 2011-actualitat |